# 마리나 몰

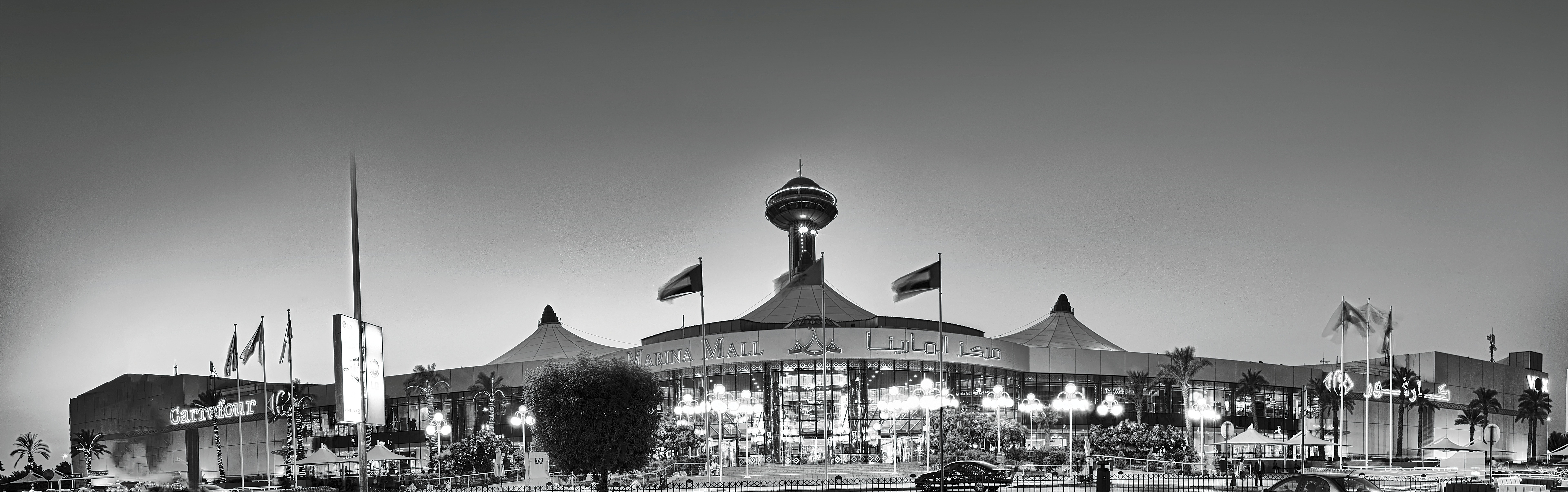
아부다비 최고의 쇼핑 명소 마리나 몰 아부다비

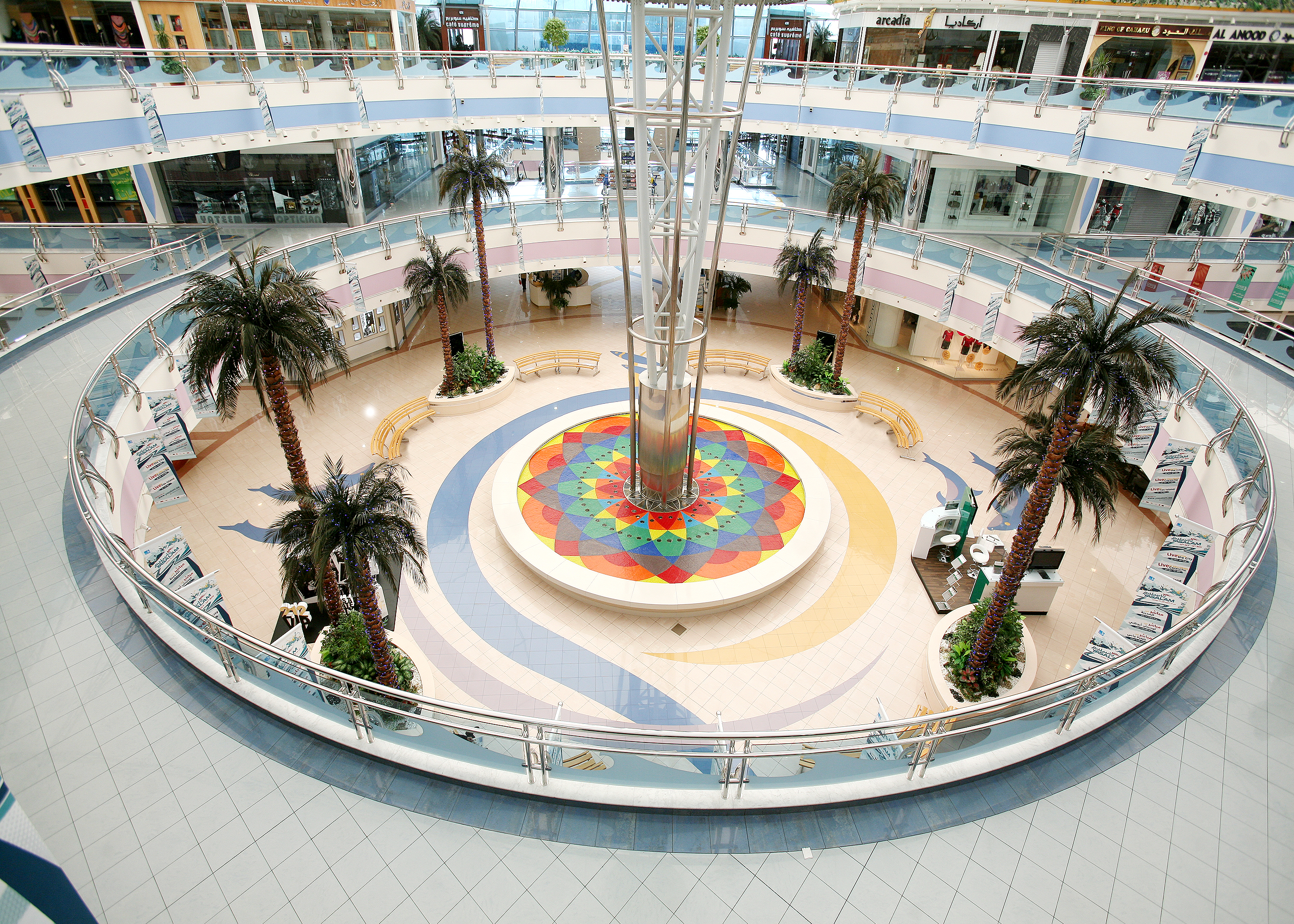
중앙 아트리움의 내부 스팀 분수

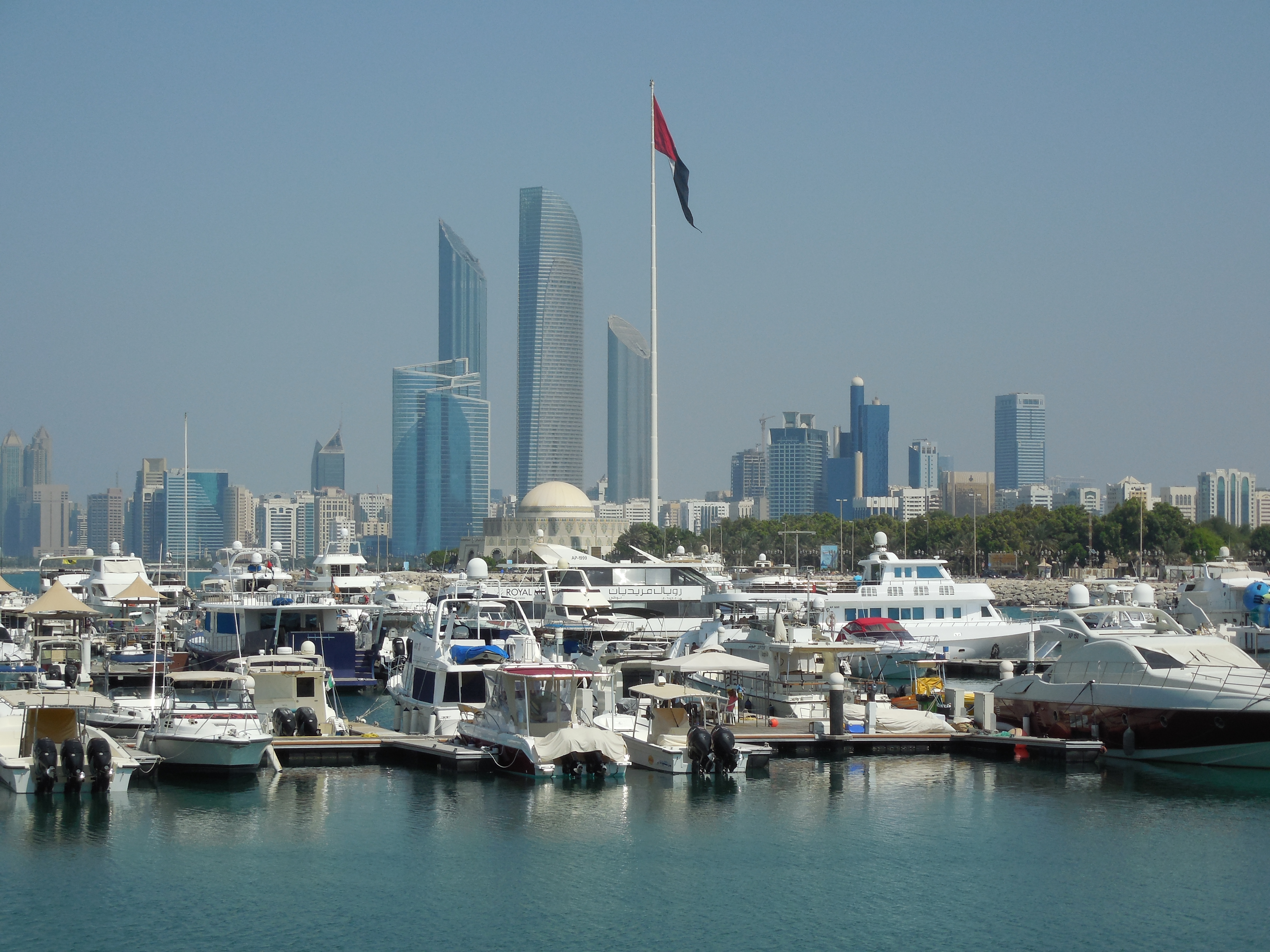
마리나 몰 단지에서 바라본 코르니슈

마리나 몰 (아랍어: مركز المارينا)은 아부다비의 쇼핑몰 및 엔터테인먼트 장소로, 2000년 12월에 완공되어 2001년 3월 28일에 대중에게 개장했다. 몰은 콘스니 도로의 방파제를 따라 에미레이트 팰리스 호텔 근처에 위치해 있다. 2017년 1월, 포브스는 마리나 몰을 아부다비 최고의 쇼핑몰 중 하나로 선정했다.

## 세부 정보
도시에서 가장 눈에 띄는 지역 중 한 곳에 지리적으로 위치한 이 쇼핑몰은 122,000 m2 규모의 소매 공간을 자랑하며, 4개 층에 걸쳐 독특한 패션, 레저 및 엔터테인먼트 브랜드를 선보인다. 또한 100미터 전망대, 볼링장, 멀티플렉스 영화관, 음악 분수 및 까르푸 백화점이 있다. 내부 스팀 분수는 MEC 아트웍스가 디자인하고 제작한 수공예 유리 모자이크 예술로 장식되어 있다.
이케아가 이곳에 위치했었으나 나중에 야스섬으로 이전했다.

## 확장
이 몰은 2007년에 확장되었으며, 마스터플랜에는 전망대와 기타 시설이 포함되었다. 추가 확장 또한 고려 중이다.